# Sci alpino ai XXII Giochi olimpici invernali - Discesa libera femminile
Tra le competizioni dello Sci alpino ai XXII Giochi olimpici invernali di Soči 2014 la discesa libera femminile si è disputata il 12 febbraio sulla pista Roza Chutor di Krasnaja Poljana. La svizzera Dominique Gisin e la slovena Tina Maze hanno vinto la medaglia d'oro a pari merito avendo fatto registrare lo stesso tempo finale, giungendo davanti all'altra svizzera Lara Gut che si è aggiudicata la medaglia di bronzo. Per la prima volta nella storia dello sci alpino l'oro olimpico è stato assegnato ex aequo e per la Slovenia si è trattata della prima medaglia d'oro olimpica in questo sport.
Per entrambe le vincitrici si è trattato del primo oro olimpico; Tina Maze aveva già vinto due argenti (nel supergigante e nello slalom gigante) durante la precedente edizione dei Giochi.
Detentrice del titolo di campionessa olimpica uscente era la statunitense Lindsey Vonn, che aveva vinto a Vancouver 2010 sul tracciato di Whistler (in Canada) precedendo la connazionale Julia Mancuso (medaglia d'argento) e l'austriaca Elisabeth Görgl (medaglia di bronzo).

## Risultati
| Pos. | N. | Atleta                  | Nazione       | Tempo   | Distacco |
| ---- | -- | ----------------------- | ------------- | ------- | -------- |
| 1    | 8  | Dominique Gisin         | Svizzera      | 1:41,57 |          |
| 1    | 21 | Tina Maze               | Slovenia      | 1:41,57 |          |
| 3    | 18 | Lara Gut                | Svizzera      | 1:41,67 | +0,10    |
| 4    | 9  | Daniela Merighetti      | Italia        | 1:41,84 | +0,27    |
| 5    | 1  | Fabienne Suter          | Svizzera      | 1:41,94 | +0,37    |
| 6    | 26 | Lotte Smiseth Sejersted | Norvegia      | 1:42,01 | +0,44    |
| 7    | 25 | Edit Miklós             | Ungheria      | 1:42,28 | +0,71    |
| 8    | 12 | Julia Mancuso           | Stati Uniti   | 1:42,56 | +0,99    |
| 9    | 5  | Nicole Hosp             | Austria       | 1:42,62 | +1,05    |
| 10   | 27 | Ilka Štuhec             | Slovenia      | 1:42,65 | +1,08    |
| 11   | 7  | Laurenne Ross           | Stati Uniti   | 1:42,68 | +1,11    |
| 12   | 11 | Elena Fanchini          | Italia        | 1:42,70 | +1,13    |
| 13   | 20 | Maria Riesch            | Germania      | 1:42,74 | +1,17    |
| 14   | 23 | Verena Stuffer          | Italia        | 1:42,75 | +1,18    |
| 15   | 3  | Viktoria Rebensburg     | Germania      | 1:42,76 | +1,19    |
| 16   | 19 | Elisabeth Görgl         | Austria       | 1:42,82 | +1,25    |
| 17   | 10 | Stacey Cook             | Stati Uniti   | 1:43,05 | +1,48    |
| 18   | 6  | Maruša Ferk             | Slovenia      | 1:43,24 | +1,67    |
| 19   | 35 | Chemmy Alcott           | Regno Unito   | 1:43,43 | +1,86    |
| 20   | 28 | Larisa Yurkiw           | Canada        | 1:43,46 | +1,89    |
| 21   | 29 | Klára Křížová           | Rep. Ceca     | 1:43,47 | +1,90    |
| 22   | 30 | Nadia Fanchini          | Italia        | 1:43,48 | +1,91    |
| 23   | 13 | Kajsa Kling             | Svezia        | 1:43,69 | +2,12    |
| 24   | 14 | Cornelia Hütter         | Austria       | 1:43,82 | +2,25    |
| 25   | 34 | Sara Hector             | Svezia        | 1:44,23 | +2,66    |
| 26   | 2  | Jacqueline Wiles        | Stati Uniti   | 1:44,35 | +2,78    |
| 27   | 24 | Ragnhild Mowinckel      | Norvegia      | 1:44,43 | +2,86    |
| 28   | 32 | Elena Jakovišina        | Russia        | 1:44,45 | +2,88    |
| 29   | 37 | Greta Small             | Australia     | 1:44,79 | +3,22    |
| 30   | 31 | Marija Bedarëva         | Russia        | 1:45,29 | +3,72    |
| 31   | 42 | Kristina Saalová        | Slovacchia    | 1:45,98 | +4,41    |
| 32   | 38 | Macarena Simari Birkner | Argentina     | 1:46,44 | +4,87    |
| 33   | 36 | Karolina Chrapek        | Polonia       | 1:46,90 | +5,33    |
| 34   | 40 | Noelle Barahona         | Cile          | 1:49,70 | +8,13    |
| 35   | 41 | Anna Berecz             | Ungheria      | 1:50,97 | +9,40    |
|      | 4  | Marie Marchand-Arvier   | Francia       | DNF     | DNF      |
|      | 15 | Carolina Ruiz           | Spagna        | DNF     | DNF      |
|      | 17 | Marianne Abderhalden    | Svizzera      | DNF     | DNF      |
|      | 22 | Anna Fenninger          | Austria       | DNF     | DNF      |
|      | 33 | Alexandra Coletti       | Monaco        | DNF     | DNF      |
|      | 39 | Ania Monica Caill       | Romania       | DNF     | DNF      |
|      | 16 | Tina Weirather          | Liechtenstein | DNS     | DNS      |

Legenda:

DNS = non partita

DNF = prova non completata
Data: mercoledì 12 febbraio 2014

Ore: 11.00 (UTC+3)

Pista: Roza Chutor

Partenza: 1 755 m s.l.m.

Arrivo: 965 m s.l.m.

Lunghezza: 2 713 m

Dislivello: 790 m

Tracciatore: Markus Mayr (FIS)